# ISO 3166-2:BW
ISO 3166-2:BW is een ISO-standaard met betrekking tot de zogenaamde geocodes. Het is een subset van de ISO 3166-2 tabel, die specifiek betrekking heeft op Botswana. 
De gegevens werden tot op 29 oktober 2014 geüpdatet op het ISO Online Browsing Platform (OBP). Hier worden 10 districten - district (en) / district (fr) –, 4 hoofdsteden  - town (en) / chef-lieu (fr) - en 2 steden - city (en) / ville (fr) - gedefinieerd.
Volgens de eerste set, ISO 3166-1, staat BW voor Botswana, het tweede gedeelte is een tweeletterige code.

## Codes
| Code  | Naam          | Categorie |
| ----- | ------------- | --------- |
| BW-CE | Central       | district  |
| BW-CE | Chobe         | district  |
| BW-FR | Francistown   | stad      |
| BW-GA | Gaborone      | stad      |
| BW-GH | Ghanzi        | district  |
| BW-JW | Jwaneng       | hoofdstad |
| BW-KG | Kgalagadi     | district  |
| BW-KL | Kgatleng      | district  |
| BW-KW | Kweneng       | district  |
| BW-LO | Lobatse       | hoofdstad |
| BW-NE | North-East    | district  |
| BW-NW | North-West    | district  |
| BW-SP | Selibe Phikwe | hoofdstad |
| BW-SE | South-East    | district  |
| BW-SO | Southern      | district  |
| BW-ST | Sowa Town     | hoofdstad |